# نقص التنسج

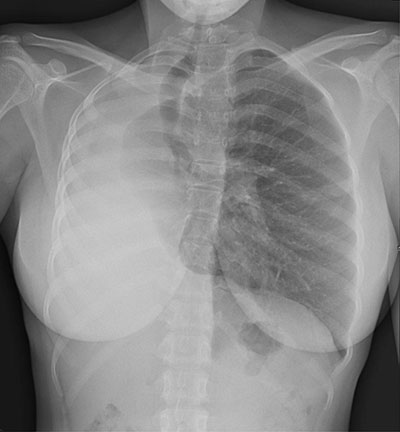
تصوير الصدر بالأشعة السينية البسيط يظهر عدم وجود تضخم في الرئة اليمنى مع تحول المنصف نحو نفس الجانب

نقص التنسج أو نقص النمو (بالإنجليزية: hypoplasis)‏ هو عدم نمو أو عدم اكتمال نمو نسيج أحد الأعضاء. رغم أن المفردة لا تستعمل دوما في سياقها الصحيح فإن نقص التنسج يعني نقصا في عدد الخلايا. نقص التنسج شبيه بعدم التنسج لكنه أقل حدة. في المقابل نقص التنسج ليس مقابلا لفرط التنسج. نقص التنسج عيب خلقي بينما فرط التنسج ينتج عادة عن نمو مفرط في الخلايا لاحقا من مراحل العمر. (الضمور أو تلف خلايا كائنة هو المقابل المضاد لكل من فرط التنسج والعنبلة).
يمكن أن يحدث نقص التنسج على مستوى أي نسيج أو عضو. يستعمل مصطلح نقص التنسج لوصف الخلل في النمو في عديد من الحالات الطبية مثل:
- نقص نمو الثديين عند البلوغ والذي يعتقد أنه حالة خلقية لكن السبب يظل مجهولا.
- الثدي المعجر أو الأنبوبي وهو حالة مختلفة عن نقص نمو الثدي ويصيب المرض الرجال كما يصيب النساء.
- الخصيتان في متلازمة كلاينفيلتر.
- المبيضان في ثلاث حالات: حالة متلازمة فانكوني (نقص تنسج عناصر الدم)، خلل تكون الغدد التناسلية وفي حالة المتلازمة الثلاثية إكس.
- الغدة الزعترية في متلازمة دي جورج.
- الشفران الكبيران في متلازمة الظفرة المأبضية.
- الجسم الثفني أو الصوار والذي يربط جانبي الدماغ في حالة عدم تخلق الجسم الثفني.
- المخيخ في حالة طفرة في مورث (جين) الريلين.
- الأسنان في حالة بعض أمراض الفم مثل نقص تنسج تورنر.
- غرف القلب في متلازمة القلب الأيسر الناقص التنسج أو متلازمة القلب الأيمن الناقص التنسج.
- العصب البصري في نقص تنسج العصب البصري.
- العجُز في عدم تخلق العجُز.
- عضلات الوجه في عدم تماثل السحنة الباكية.
- الإبهام نتيجة عيب خلقي منذ الولادة.
- الرئتين، عادة كنتيجة لقلة السائل السلوي (الصاء) خلال الحمل أو وجود فتق خلقي حجابي.
- الأمعاء الدقيقة في حالة الداء البطني.
- الأصابع والأذنين في حالة الجنين المُصفْح.
- الفك السفلي في ضعف الغدة الدرقية الخلقي.